# Valdebernardo (métro de Madrid)
Valdebernardo est une station de la ligne 9 du métro de Madrid, en Espagne.

## Situation sur le réseau
La station de métro se situe entre Pavones et Vicálvaro.

## Histoire
La station Valdebernardo est ouverte au public le 1er décembre 1998 lors de l'ouverture d'une extension de la ligne 9 au-delà de Pavones.

## Services aux voyageurs

### Intermodalité
La station est en correspondance avec les lignes d'autobus n°8, 71, 130 et N8 du réseau EMT.